# Pig (Film)
Pig (zu Deutsch: „Schwein“) ist ein Filmdrama von Michael Sarnoski aus dem Jahr 2021. Der Film lief am 16. Juli 2021 in den US-amerikanischen Kinos und am 20. August 2021 in den Kinos im Vereinigten Königreich an.

## Handlung
Der erfolgreiche Koch Robin „Rob“ Feld zieht sich nach dem Tod seiner Ehefrau aus der Gesellschaft zurück, da er seine Person weder beachtet noch wertgeschätzt sieht. 15 Jahre später lebt er zusammen mit einem Trüffelschwein weitestgehend isoliert in einer Hütte im Wald. Sein einziger Kontakt zur Außenwelt ist der noch relativ unerfahrene Trüffelhändler Amir, der Rob mit Lebensmitteln und anderen Gebrauchsgegenständen versorgt. 
Eines Nachts dringen zwei Personen in Robs Haus ein, schlagen ihn bewusstlos und stehlen sein Schwein. Weil Robs Auto nach all den Jahren nicht mehr anspringt, ist er fortan auf die Hilfe von Amir angewiesen, der ihn bei der Suche nach dem Tier unterstützen soll. Über einen Großhändler fällt der Tatverdacht dank der Personenbeschreibungen von Rob schnell auf zwei Drogenabhängige, die den Diebstahl bereits nach kurzer Zeit gestehen. Beide geben allerdings an, das Schwein in die Stadt verkauft zu haben, weshalb Rob erneut Kontakt zur Restaurantszene von Portland und dessen Unterwelt aufnehmen muss.
Derek, ein ehemaliger Schüler von Rob, ist mittlerweile einer der gefragtesten Köche der Stadt. Nachdem Rob ihn damit konfrontiert, dass er einst eigentlich nur einen echten englischen Pub eröffnen wollte, statt wie nun für eingebildete Gourmets und Restaurantkritiker den aktuellen Gastronomietrends hinterherzuhecheln, und damit Dereks innere Zerrissenheit zutage fördert, verrät dieser Rob die Identität des Käufers. Es handelt sich um Amirs Vater Darius, einen der ganz großen Trüffelhändler der Region, der auch vor kriminellen Methoden nicht zurückschreckt. Seinem Sohn Amir traut er nicht zu, sich langfristig im Geschäft durchzusetzen. Als Rob Darius aufsucht, bietet dieser dem ehemaligen Koch eine hohe Geldsumme als Schadenersatz und Abfindung an, andernfalls droht er, das Tier zu töten. Rob geht auf das Angebot allerdings nicht ein, da er das Schwein weniger für seine Arbeit, als vielmehr aus emotionalen Gründen braucht. Da Amir Rob zu Beginn erzählt hatte, dass seine Eltern einst ihre glücklichste Zeit nach einem Besuch in seinem Restaurant hatten, versucht Rob, der sich an jeden seiner Kunden und jedes jemals von ihm zubereitete Gericht erinnern kann, Darius mit jenem Essen von damals zum Reden zu bringen.
Rob und Amir kochen für Darius heimlich das Gericht in dessen Haus und setzen es ihm vor. Amirs Vater fühlt sich durch den Geschmack an vergangene, glückliche Zeiten erinnert und bricht letztlich sein Schweigen. Zu Robs Entsetzen offenbart Darius, dass das Schwein von den Drogenabhängigen zu grob behandelt wurde und wenig später verstarb. Rob bricht in Tränen aus, verspricht aber gegenüber Amir, auch zukünftig Trüffel zu liefern.

## Produktion

### Filmstab und Aufbau

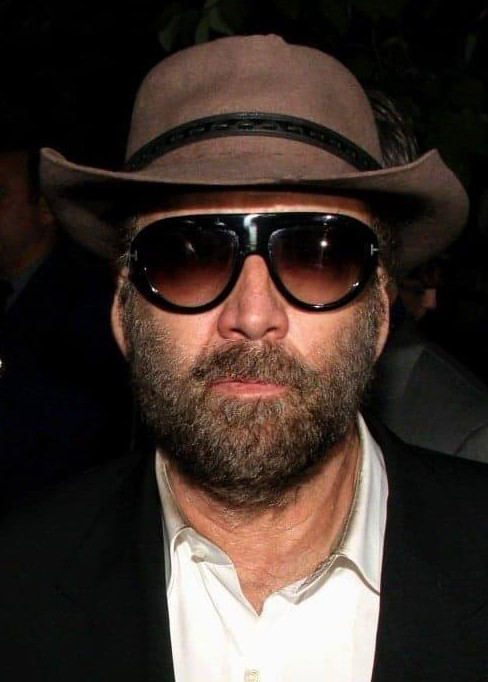
Nicolas Cage spielt in der Hauptrolle Rob

Regie führte Michael Sarnoski, der gemeinsam mit Vanessa Block auch das Drehbuch schrieb. Mit Pig gab Sarnoski sein Spielfilmdebüt als Regisseur. Mit Block, die er vom College kannte, hatte er bereits bei deren Filmdebüt The Testimony gemeinsam am Drehbuch gearbeitet. The Testimony wurde in eine Shortlist bei der Oscar-Verleihung in der Kategorie als Bester Dokumentarkurzfilm aufgenommen.
Der Film ist in drei Kapitel unterteilt. Diese sind überschrieben mit „Teil Eins – Rustikale Pilztarte“, „Teil Zwei – French Toast à la Mom & Dekonstruierte Jakobsmuscheln“ und „Teil Drei – Ein Vogel, eine Flasche & ein gesalzenes Baguette“. Von der Struktur her konzipierte Sarnoski Pig als einen Film noir und Rachethriller mit einer gewalttätigen Szene, irgendwann lässt er den Film aber in eine Charakterstudie übergehen, um zu zeigen, wie Rob die Welt um sich herum wahrnimmt und so in die Gedanken- und Gefühlswelt dieser Figur einzutauchen.
Zum Thema Trüffel und der Suche nach diesen recherchierte Sarnoski in dem Buch The Truffle Underground von Ryan Jacobs.

### Besetzung und Dreharbeiten
Nicolas Cage spielt in der Hauptrolle Rob. Alex Wolff ist als sein Kunde Amir und Chauffeur dieses Tages zu sehen. Adam Arkin spielt Amirs Vater Darius. In weiteren Rollen sind Nina Belforte als Charlotte, Gretchen Corbett als Mac, Julia Bray als Tweakette, Elijah Ungvary als Tweaker und Darius Pierce in der Rolle von Edgar zu sehen. Kevin Michael Moore spielt Dennis, den Chefkoch des nunmehr angesagtesten Restaurants der Stadt.
Gedreht wurde ab September 2019 in Portland, Oregon. Als Kameramann fungierte Pat Scola.

### Veröffentlichung und Filmmusik
Der Film kam am 16. Juli 2021 in die US-amerikanischen Kinos, wo er von der MPAA ein R-Rating erhielt, was einer Freigabe ab 17 Jahren entspricht. Zu diesem Zeitpunkt wurde auch das Soundtrack-Album mit 13 Musikstücken von Alexis Grapsas und Philip Klein von Lakeshore Records als Download veröffentlicht. Der Kinostart im Vereinigten Königreich ist am 20. August 2021 geplant. Zuvor wird Pig dort am 18. August 2021 das Edinburgh International Film Festival eröffnen. Anfang September 2021 wird er beim Festival des amerikanischen Films in Deauville im Hauptwettbewerb vorgestellt, hiernach beim Filmfest Oldenburg. Im Oktober und November 2021 wurde er beim Fantasy Filmfest gezeigt. Am 19. November 2021 erschien Pig in Deutschland auf DVD und Blu-ray. Am 11. März 2022 wurde Pig in das Programm von Amazon Prime Video aufgenommen.

## Deutsche Synchronfassung
Die deutsche Synchronbearbeitung entstand bei der Münchner Synchron. Horst Geisler schrieb das Dialogbuch und führte Dialogregie.
| Darsteller       | Deutscher Sprecher  | Rolle                  |
| ---------------- | ------------------- | ---------------------- |
| Nicolas Cage     | Martin Keßler       | Robin „Rob“ Feld       |
| Alex Wolff       | Felix Auer          | Amir                   |
| Adam Arkin       | Martin Umbach       | Darius                 |
| Nina Belforte    | Leoni Beckenbach    | Charlotte              |
| Dalene Young     | Marion Hartmann     | Jezebel                |
| Gretchen Corbett | Dagmar Dempe        | Mac                    |
| Julia Bray       | Stefanie Dischinger | Bree / Tweakette       |
| Darius Pierce    | Martin Halm         | Edgar                  |
| Dana Millican    | Monika Kockott      | Krankenschwester Linda |
| David Knell      | Philipp Moog        | Küchenchef Finway      |
| Tom Walton       | Florian Fischer     | Metzger Joe            |
| Cassandra Violet | Petra Einhoff       | Lorelai 'Lori' Feld    |

## Rezeption

### Kritiken
Von den bei Rotten Tomatoes erfassten Kritiken sind 97 Prozent positiv bei einer durchschnittlichen Bewertung von 8,2 von möglichen 10 Punkten, womit er aus den 22. Annual Golden Tomato Awards als Erstplatzierter in der Kategorie Filmdramen des Jahres 2021 hervorging. Auf Metacritic erhielt der Film einen Metascore von 82 von 100 möglichen Punkten. Immer wurde Pig dabei als ein zwar kleiner und sehr eigenartiger Film beschrieben, der jedoch überraschend berührend sei. Zudem sei die Leistung von Nicolas Cage im Film eine der besten wenn nicht sogar die beste seiner Karriere.
Chris Evangelista von SlashFilm schreibt, Pig sei eine existenzielle Meditation über die Suche nach etwas, eigentlich nach allem, und eine Art kosmische Einsamkeit umhülle den Film. Rob bewege sich als Außenseiter durch diese Welt, und obwohl er weiß, dass er eine Legende ist und ein Koch wie kein anderer, will er in Ruhe gelassen werden. Er suche nicht nur nach seinem Schwein, sondern auch nach einer Art Wahrheit, einer Art Schönheit. Ohne sein Schwein würde er sich gar nicht mehr mit dieser Welt beschäftigen, und seine Küche sei seine Kunst, so Evangelista, und vielleicht zu rein, um sie regelmäßig mit dieser zu teilen. Der ganze Film sei anders, als man erwarte, und Nicolas Cage spiele Rob mit einer subtilen Anmut, die einige erstaunen dürfte, kenne man den Schauspieler doch eher als laut. Alex Wolff erweise sich als toller Begleiter für Rob auf dieser Reise, und so wie man im Verlauf der Geschichte mehr über Rob erfahre, erfahre man auch mehr über Amir.

### Auszeichnungen (Auswahl)
American Society of Cinematographers Awards 2022
- Auszeichnung mit dem Spotlight Award (Pat Scola)[25]

Chicago Film Critics Association Awards 2021
- Auszeichnung als Vielversprechendster Filmemacher (Michael Sarnoski)[26]

Critics’ Choice Movie Awards 2022
- Nominierung als Bester Hauptdarsteller (Nicolas Cage)

Directors Guild of America Awards 2022
- Nominierung für die Beste Regie – Spielfilmdebüt (Michael Sarnoski)[27]

Edinburgh International Film Festival 2021
- Nominierung für den Publikumspreis[28]

Fantasy Filmfest 2021
- Nominierung für den Fresh Blood Award

Festival des amerikanischen Films 2021
- Nominierung im Hauptwettbewerb (Michael Sarnoski)[14]

Festival international du film de La Roche-sur-Yon 2021
- Nominierung im internationalen Wettbewerb (Michael Sarnoski)[29]

Gotham Awards 2021
- Nominierung als Bester Film

Independent Spirit Awards 2022
- Auszeichnung für das Beste Drehbuchdebüt (Michael Sarnoski und Vanessa Block)
- Nominierung für den Someone to Watch Award (Michael Sarnoski)[30]

National Board of Review Awards 2021
- Auszeichnung für das Beste Regiedebüt (Michael Sarnoski)
- Aufnahme in die Top-Ten-Independentfilme[31]

Online Film Critics Society Awards 2022
- Nominierung als Bester Film
- Nominierung als Bester Hauptdarsteller (Nicolas Cage)
- Nominierung für das Beste Originaldrehbuch
- Nominierung als Bester Newcomer – Filmemacher (Michael Sarnoski)[32]

Saturn-Award-Verleihung 2022
- Nominierung als Bester Thriller